# 堀内敬子
堀内敬子（1971年5月27日—）是日本女演员，东京都府中市人。所屬經紀公司為CUBE。

## 简介
堀内敬子出生在东京都府中市。7岁时开始学习古典芭蕾，擅长运动。初中时是篮球队的主力，曾经获得日本全国比赛的第8名。本可以以篮球为特长在高中推荐入学，但由于身高问题，最终选择进入关东国际高中戏剧科学习。1990年毕业后，进入四季剧团附属研究所。1991年在舞台剧《李香兰》中首次登场，正式出道。
在四季剧团的时期，堀内敬子曾经参演《猫》、《美女与野兽》、《西城故事》、《艾薇塔》等音乐剧作品。入团后不久，堀内敬子被提拔在《愛的觀點》中担任主要角色Jenny。她在剧团中最後演的角色也是Jenny。堀内敬子还是《美女与野兽》中首代的貝兒饰演者。1999年4月15日，纽约百老汇聚集了世界各地《美女与野兽》的女主角演员合作“《美女与野兽》5周年特别公演”。堀内敬子代表日本的女主角出演，在“家”和终曲“美女与野兽”两场中出场。
1999年後堀内敬子退出四季剧团。退团後，堀内敬子仍然出演舞台剧。一路出演了《悲惨世界》、《屋顶上的小提琴手》、《12个温柔的日本人》、《女朋友》等作品。此外，她在电影《有顶天酒店》、《菜鸟薪鲜人》（サラリーマンNEO）电影版以及电视连续剧《Change》中也有演出。此外，也参加了松任谷由实苗场音乐会的实况录音。
退团後，堀内敬子的演艺生涯并非一帆风顺。特别是2003到2004年间演出活动很少。她自己认为自己是容易徘徊不前的怕生性格，也被认为是不够积极。但她在2004年9月演出音乐喜剧《我愛你，你太完美了。所以，還是改變一下吧》时被到场观看的三谷幸喜高度评价，之後在三谷的舞台剧《12个温柔的日本人》中担当了重要的角色。此後也参加了多部三谷的作品，包括电影、舞台剧等等。
堀内敬子演技深厚，并非是靠某类型角色吃香的演员，能够准确地把握不同的角色，表现出角色自身的特色。2007年，堀内敬子凭《コンフィダント・絆》以及《无所畏惧的川上音二郎一座》中的角色获得菊田一夫戏剧奖，凭借在《コンフィダント・絆》中的表演赢得读卖演剧大奖女演员奖。
2011年1月在《笑笑又何妨》的“Telephone shocking”环节中出演后，在谷歌的搜索率急剧上升至第一位。

## 作品

### 舞台剧

#### 四季剧团时期
| - 1991年，《李香兰》 - 1991-1993年以及1995年，《猫》 - 1991年，《万世巨星》 - 1992、98、99年，Aspects of Love - 1992年，《九郎衛門》 - 1992年，《ジョン万次郎の夢》 - 1992年，《永遠の処女・テッサ》主演 | - 1993年，《歌舞线上》 - 1993-94年、97-98年，《夢から醒めた夢》主演 - 1994-95年，《西城故事》主演 - 1994年、96年，《梦想》（ドリーミング） - 1994-95年，《美女与野兽》主演 - 1996年，《艾薇塔》主演 - 《犹太的不可思议的好友》 |

#### 退团後
- 2000年12月－2001年2月，《悲惨世界》，饰演珂赛特
- 2001年5月－6月，《屋顶上的小提琴手》
- 2001年12月、2005年9月－10月，Godspell
- 2002年，《巴拿马·哈蒂（英语：Panama Hattie））
- 2002年，《史努比：音乐剧（英语：Snoopy! The Musical）》
- 2002年10月、2003年1月，Jacques Brel is Alive and Well and Living in Paris
- 2003年、2004年，《我愛你，你太完美了。所以，還是改變一下吧》
- 2005年3月、2006年2月－3月，Oh Daddy'
- 2005年4月2日、2006年8月1日，《情书》（重演）
- 2005年5月－6月，《最坏人生的指南》（最悪な人生の為のガイドブック）
- 東京：2005年11月30日 - 12月30日、大阪：2006年1月6日 - 1月29日，《12个温柔的日本人》主演
- 2006年10月－11月，《高尔夫：音乐剧〜高尔夫什么的最讨厌了！（日语：ゴルフ・ザ・ミュージカル〜ゴルフなんて大嫌い!）》
- 2006年12月，《女朋友》（Yummy Sons Musical），主演：真理子
- 2007年2月，《song & dance：哈姆雷特》
- 2007年4月－5月，コンフィダント・絆（日语：コンフィダント・絆）
- 2007年，《改变艺能界的男人：渡边晋物语〜The Hit Parade》
- 2007年，《无所畏惧的川上音二郎一座（日语：恐れを知らぬ川上音二郎一座）》
- 纽约：2009年11月13日－22日、東京：2010年1月23日－3月7日，Talk Like Singing
- 2010年8月－9月，W～ ダブル（日语：W～ ダブル）
- 2012年8月2日－11日，Bitter days, Sweet nights

### 电影
- 《有顶天酒店》（2006年1月14日，东宝公司），饰演：野间睦子
- 《篮球空姐》（2008年9月13日，东映公司），饰演：藤代敦子
- 《抢救旭山动物园》（2009年2月7日，角川映画公司），饰演：池内早苗
- 《我的初恋情人》（2009年10月24日，东宝公司），饰演：铃谷良美
- 《狗狗与你的故事》（2011年1月22日，Asmik Ace公司），饰演：梨田太太
- 《菜鸟薪鲜人》（2011年11月3日，Showgate公司），饰演：樱木雅子
- 《宇宙兄弟》（2012年5月5日，东宝公司），饰演：权田原樱
- 《再生物语》（2012年7月7日，东京剧场公司），饰演：三上直行的母亲
- 《亚子的秘密》（2012年9月1日，松竹公司），饰演：亚子的母亲
- 《横道世之介》（2013年2月23日，Showgate公司），饰演：与谢野佳织
- 《あぁ...閣議》（2013年3月9日，朝日电视台 / 吉本兴业公司），饰演：後藤弘子[6]
- 《君と100回目の恋》（2017年2月4日，Asmik Ace公司），飾演：日向圭子
- 《羊與鋼之森》（2018年6月8日），飾演：

### 电视剧
- 2002年10月，《老爸》
- 2003年4月，《女神之恋》，客串：主人公后辈社员
- 2006年4月，《新富豪刑警》，客串
- 2008年4月，《CHANGE》，出演：月丘瑠美子
- 2008年7月，《益智游戏》，客串：牧村涼子
- 2008年7月，《花蝴蝶》，客串：藤代敦子
- 2008年7月，《33分偵探》，客串：前島慶子
- 2008年10月，《梦想成真》，客串：マリー・アントワネット
- 2009年1月，《我的帅管家》，出演：ローズ（罗丝）
- 2009年4月，《帥哥麵屋偵探 》，出演：樋口イタ子
- 2009年7月，《新帥哥麵屋偵探》，出演：樋口イタ子
- 2009年7月，《戀上吸血鬼》，出演：三浦敦子
- 2010年1月，《SOIL》，出演：宮原早苗
- 2010年4月，《鬼太郎之妻》，晨間小說，客串：畑野先生
- 2010年7月，《新・警視廳搜查一課9系第2季》，客串：藤並京子
- 2010年7月，《SMAP毒蕃茄事件》，出演：堀内敬子(刑警)
- 2010年7月，《萤之光》，客串：雨宮アゲハ（雨宫萤的姐姐）
- 2010年10月，《秘密》，出演：梶川征子
- 2010年10月，《相棒第9季》，客串：仁木田栞
- 2010年10月，《99年的愛》，出演：太田景子
- 2010年10月，《爺爺25歲》，客串
- 2011年1月，《SCHOOL!!》，出演：吉村百合子
- 2011年1月，《來自櫻花的信》，出演：高橋晶子
- 2011年7月，《京都地检之女》，客串：桂陽子（第7集）
- 2011年7月，《絕對零度~未解決事件特命搜查~特別篇》，出演：畑山昭子
- 2011年7月，《絕對零度2》，客串：畑山昭子
- 2011年7月，《警視廳特殊犯搜查係》，出演：田辺春子
- 2011年10月，《HUNTER～那些女子，賞金獵人～》，出演：和久井和美
- 2012年4月，《推理要在晚餐後特別篇》，出演：為永友江
- 2012年4月，《上鎖的房間》，客串：畑山奈緒
- 2012年4月，《Answer 關鍵罪證》，客串：川端美波
- 2012年4月，《世界奇妙物語：2012年春之特別篇》，出演：店員
- 2012年7月，《特官》，唐川詠子
- 2012年7月，《Beginners》，出演：立花理華子
- 2012年7月，《毛骨悚然撞鬼經驗·夏之特別篇2012》，出演：鈴木昌代
- 2012年10月，《东京全力少女》，出演：佐伯さゆり
- 2013年1月，《晚餐》，客串：中村弓子
- 2013年1月，《夜行觀覽車》，出演：田中晶子
- 2013年4月，《鴨去京都》，出演：間山紗江
- 2013年4月，《LEGAL HIGH特別篇》，出演：小暮秀美
- 2013年7月，《庶務二課2013》，出演：福田益代
- 2014年1月，《沉睡的森林》（新參者特別篇），出演：中野妙子（高柳芭蕾舞團的導師）
- 2014年1月，《夜之教师》，出演：宗村真理
- 2014年10月，《Dear Sister》，出演:上杉香織
- 2014年11月，《派遣女醫X》，客串：八田和美
- 2015年1月，《問題餐廳》，出演：奏子
- 2015年2月，《殘念丈夫》，出演：近藤江梨子
- 2015年2月，《天使的刀》，出演：木村
- 2015年2月，《阿政》，出演：中村美紀
- 2015年3月，《戰力外搜查官SP》，出演：秋葉珠美
- 2015年4月，《Dr.倫太郎》，客串：睦美
- 2016年10月，《砂之塔》，出演：橋口梨乃
- 2018年4月，《花過天晴～花樣男子 Next Season～》，出演：馳美代子
- 2018年8月，《Good Doctor善良醫生》，客串：鶴田皐月
- 2019年4月，《完美世界》，出演：川奈咲子
- 2019年5月，《科搜研之女 第19季》，客串：越田由美子
- 2020年2月，《全身刑警》，出演：名瀨郁乃
- 2020年3月，《歡呼》，出演：菊池昌子（藤堂昌子）
- 2020年11月，《世界奇妙物語：2020年秋之特別篇》，出演：原田友里惠
- 2021年2月，《Byplayers 3：名配角的森林100日》，出演：堀内敬子（本人）
- 2021年3月，《青色校警·嶋田隆平》，客串：相良律子
- 2021年7月，《IP〜網路搜查班》，出演：川瀨七波
- 2021年10月，《二月的勝者-絕對合格教室-》，客串：加藤涼香
- 2021年11月，《和田家的男人們》，客串：岸文子
- 2022年1月，《鎌倉殿的13人》，出演：道（比企能員的妻子）
- 2022年7月，《六本木Class》，出演：麻宮英里子
- 2023年7月，《轉職魔王》，出演：未谷朝子
- 2023年9月，《執行!!～狗和我和執行官～》，客串：串木田克子
- 2023年9月，《閃爍的青春 Season1》出演：馬渕あかり
- 2024年4月，《照亮城市風景的人》出演：片岡奈緒美
- 2025年1月，《119緊急呼叫》出演：粕原春香
- 2025年4月，《為什麼是我來神說教》出演：麗美叶子
- 2025年7月，《幸福婚姻》主演：倉澤ちか